# Caro Hetényi

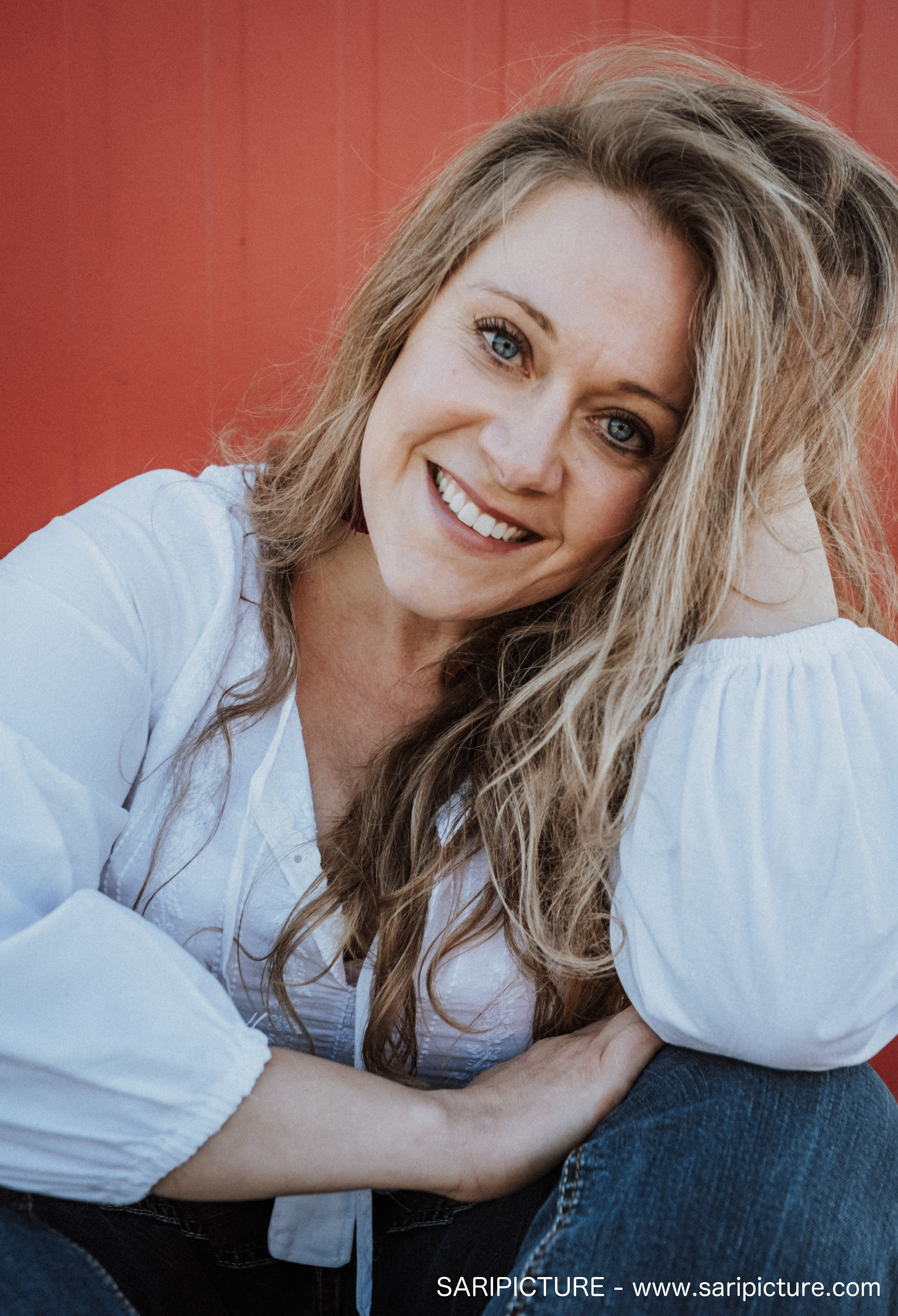
Caro Hetényi, 2019

Caro Hetényi (* 25. Januar 1980 in Dachau) ist eine deutsche Schauspielerin, Sängerin und Musicaldarstellerin.

## Werdegang
Hetényi absolvierte nach dem Fachabitur zunächst eine Ausbildung zur Fremdsprachenkorrespondentin, Übersetzerin und Dolmetscherin in Augsburg und München. 2006 schloss sie ihre Ausbildung zur Musicaldarstellerin an der Abraxas Musical Akademie München ab. Im Anschluss daran absolvierte sie ihre Schauspielausbildung im Schauspielstudio Ruth Wohlschlegel München und schloss diese mit der Bühnenreife (ZAV) ab. Zeitgleich nahm sie ein Privatstudium im klassischen Gesang in München auf.
2008 erhielt sie ein Stipendium für die „Sommerakademie für bairisches Volksschauspiel“.
Lerchenberg engagierte sie erstmals 2009 für die Luisenburg-Festspiele Wunsiedel. Dort spielte sie mehrere Jahre in verschiedenen Inszenierungen. Zu den wichtigsten Rollen zählten Solvejg in Peer Gynt, Barbara in Tannöd, Muhme Rumpumpel in Die kleine Hexe, Aretha in The Blues Brothers, die Rottin in Glaube und Heimat.
2010 erhielt sie den Nachwuchspreis der Festspielstadt Wunsiedel für ihre Darstellung der Barbara in Tannöd und der Muhme Rumpumpel in Die kleine Hexe.
In den Jahren 2011/2012 war sie im Jedermann (Buhlschaft) und Altweiberfrühling auf Tournee durch Deutschland, Österreich und die Schweiz. Des Weiteren übernahm sie die Regieassistenzen für die Produktionen Altweiberfrühling und Bella Donna.
Ebenfalls 2011 spielte Hetényi eine der beiden Titelrollen in Die Alpenköniginnen in der Comödie Fürth.
Sie trat im Familienmusical Ristorante Allegro mit den Münchner Philharmonikern auf.
Seit Dezember 2015 spielt Hetényi im Bavarical und Wilderer-Drama Gämsendämmerung in der Drehleier München.
Mit ihren musikalischen Lesungen Lausdirndlgeschichten - Verlauste Lesung an vogelwilder Bratsche von Lena Christ und Heilige Nacht von Ludwig Thoma ist sie immer wieder zusammen mit der Bratschistin Marianne Lasota auf zahlreichen Bühnen zu sehen.
Im Fernsehen war sie in Dahoam is Dahoam, Die Rosenheim-Cops, Paulas letzter Wille, und Deifi Sparifankerl und den Brettl-Spitzen zu sehen.
Hetényi lebt mit ihrem Mann und ihrer Tochter in der Nähe des Ammersees.

## Filmografie / Theater (Auswahl)

### Fernsehen
- 2019: Aktenzeichen XY … ungelöst (ZDF)
- 2019: Der Komödienstadel – Deifi Sparifankerl (Bayerischer Rundfunk)
- 2018: Brettl-Spitzen VII (Bayerischer Rundfunk)
- 2017: Brettl-Spitzen IX (Bayerischer Rundfunk)
- 2016: Die Rosenheim-Cops (ZDF)
- 2015: Dahoam is Dahoam (Bayerischer Rundfunk)
- 2014: Der Komödienstadel – Paulas letzter Wille (Bayerischer Rundfunk)
- 2014: Dahoam is Dahoam (Bayerischer Rundfunk)

### Theater
- seit 2019: Heilige Nacht – Bayerische Weihnachtsgeschichte an zauberhafter Bratsche nach Ludwig Thoma
- seit 2019: Lausdirndlgeschichten – Verlauste Lesung an vogelwilder Bratsche nach Lena Christ
- 2015–2020: Gämsendämmerung (Drehleier München)
- 2012–2021: Ristorante Allegro (Philharmonie im Gasteig München)
- 2012: Jedermann (Festung Salzburg)
- 2012: Altweiberfrühling (Tournee)
- 2011: Die Alpenköniginnen (Comödie Fürth)
- 2011: Jedermann (Tournee)
- 2009–2014: Luisenburg-Festspiele Wunsiedel